# Oshikundu

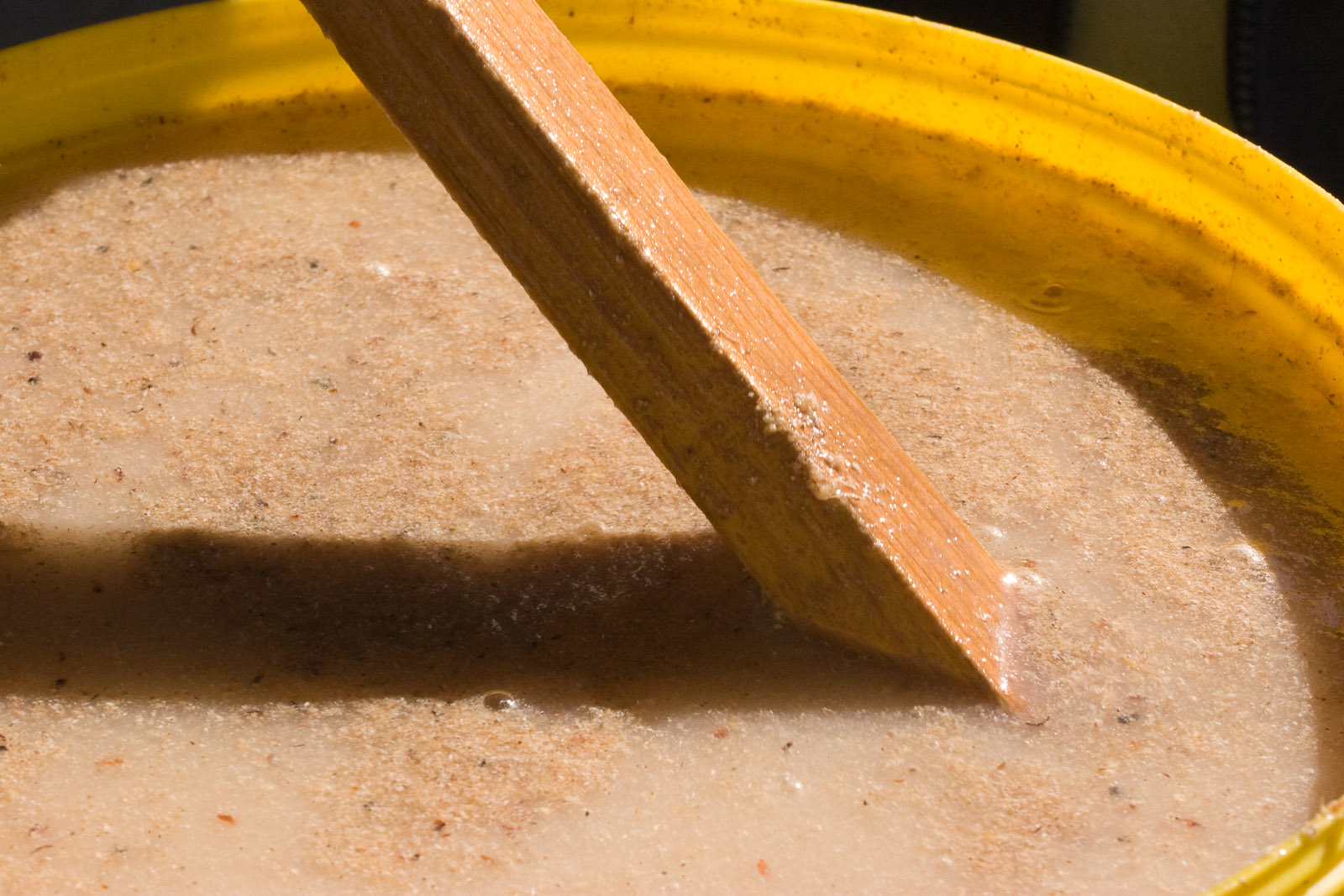
Oshikundu.

La oshikundu u ontaku es una bebida tradicional de Namibia hecha a partir de mijo fermentado (mahangu). Existen versiones con y sin alcohol. Es elaborada por las mujeres a partir del cereal, y a menudo se bebe el mismo día. Se vende ampliamente en los mercados del país.
Un estudio realizado en 2001 por el Departamento de Ciencia Alimentaria de la Universidad de Namibia reveló que era posible producir una mezcla seca contiendo perlas malteadas de mijo y sorgo que podía mejorarse nutricionalmente con semilla de bambara para fabricar a partir de ella oshikundu.